# Acrocercops angelica
Acrocercops angelica is een vlinder van de familie van de mineermotten (Gracillariidae). De wetenschappelijke naam van deze soort is voor het eerst voorgesteld door Edward Meyrick in een publicatie uit 1919.

## Verspreiding
De soort komt voor op de Seychellen waaronder Mahé, Praslin en Silhouette.

## Waardplanten
De rups leeft op Calophyllum inophyllum L. (Calophyllaceae), Abelmoschus moschatus Medik. (Malvaceae).